# Geografía de Madrid

## Ubicación

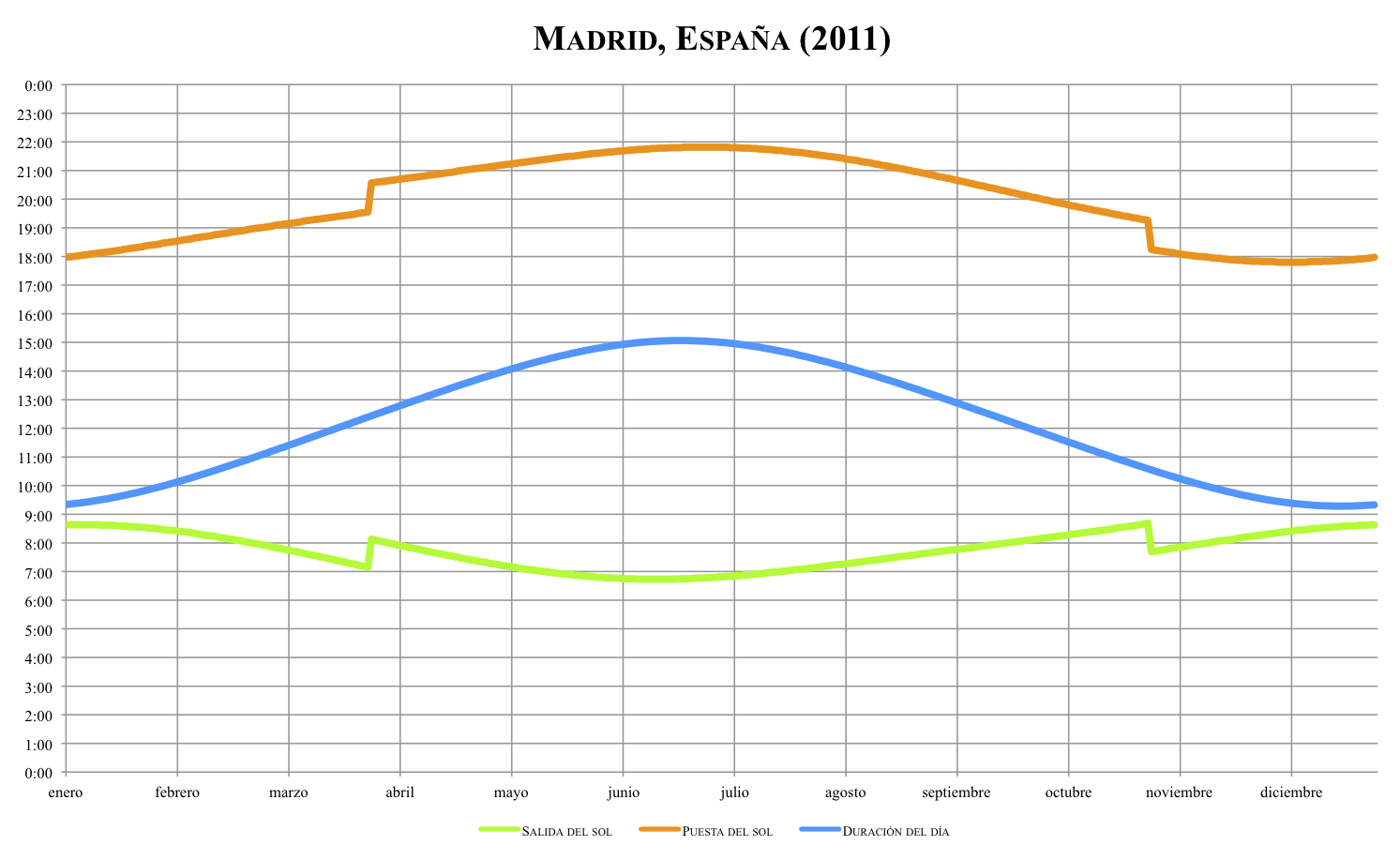
Duración del día, puesta de sol y amanecer en Madrid durante 2011.

La ciudad de Madrid se encuentra en la zona centro de la península ibérica, a pocos kilómetros al norte del Cerro de los Ángeles, centro geográfico de esta y a 58 kilómetros de la ciudad dormitorio de Guadalajara. Las coordenadas de la ciudad son 40°30′N 3°40′O / 40.500, -3.667 y su altura media sobre el nivel del mar es de 657 m, siendo así una de las capitales más altas de Europa.
El contexto geográfico y climático de Madrid es el de la Submeseta Sur, dentro de la Meseta Central. La ciudad está situada a pocos kilómetros de la sierra de Guadarrama e hidrográficamente se encuentra emplazada en la cuenca del Tajo.
Municipios limítrofes con Madrid:
| Noroeste: Colmenar Viejo, Hoyo de Manzanares, Torrelodones  | Norte: Tres Cantos, Alcobendas | Noreste: Colmenar Viejo, San Sebastián de los Reyes, Alcobendas |
| Oeste: Las Rozas de Madrid, Majadahonda, Pozuelo de Alarcón |                                | Este: Paracuellos de Jarama, San Fernando de Henares, Coslada   |
| Suroeste: Alcorcón, Leganés                                 | Sur: Getafe                    | Sureste: Rivas-Vaciamadrid                                      |

## Hidrografía

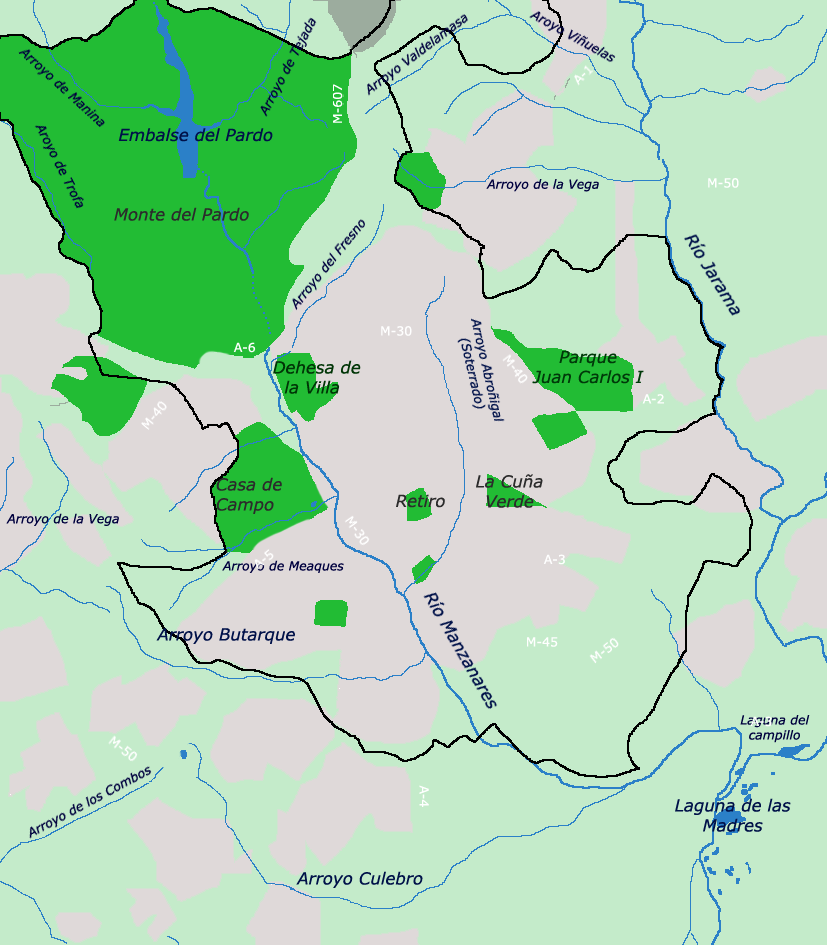
Mapa con los cursos de agua de la ciudad de Madrid y su entorno.

El principal río de Madrid es el Manzanares, que penetra en municipio en el entorno del Monte del Pardo alimentando el embalse del mismo nombre, al que también llegan las aguas de los arroyos Manina y Tejada. Pasado este espacio natural, el río comienza su curso urbano en torno a la ciudad universitaria, entrando después, brevemente, en la Casa de Campo, donde recibe las aguas del arroyo de Meaques. 
En su siguiente tramo sirve de frontera entre numerosos distritos, dejando en su margen suroeste a los de Latina, Carabanchel, Usera y Villaverde y en el noreste a los distritos Centro, Arganzuela, Puente de Vallecas, Villa de Vallecas y al resto de la ciudad. En esta fase, concretamente entre los distritos de Arganzuela y Puente de Vallecas, recibe el cauce del soterrado arroyo Abroñigal, cuyo recorrido coincide en su casi totalidad al de la autopista M-30, al usarse la depresión causada por su cauce como medida de insonorización de la vía rápida; también recibe las aguas del arroyo Butarque, estas en torno al distrito de Villaverde. 
A su salida de la ciudad entra por el lado oriental del municipio de Getafe, donde recibe las aguas del arroyo Culebro, para desembocar poco después en las aguas del río Jarama, ya en el entorno de Rivas-Vaciamadrid.
Además de los que desaguan en el Manzanares, existen otros pequeños cursos fluviales en la ciudad de Madrid y en su entorno. Es el caso de arroyos de la Moraleja, de la Vega, Valdelamasa o Viñuelas, que desaguan directamente en el Jarama o del arroyo Cedrón, que lo hace en el Guadarrama

## Clima

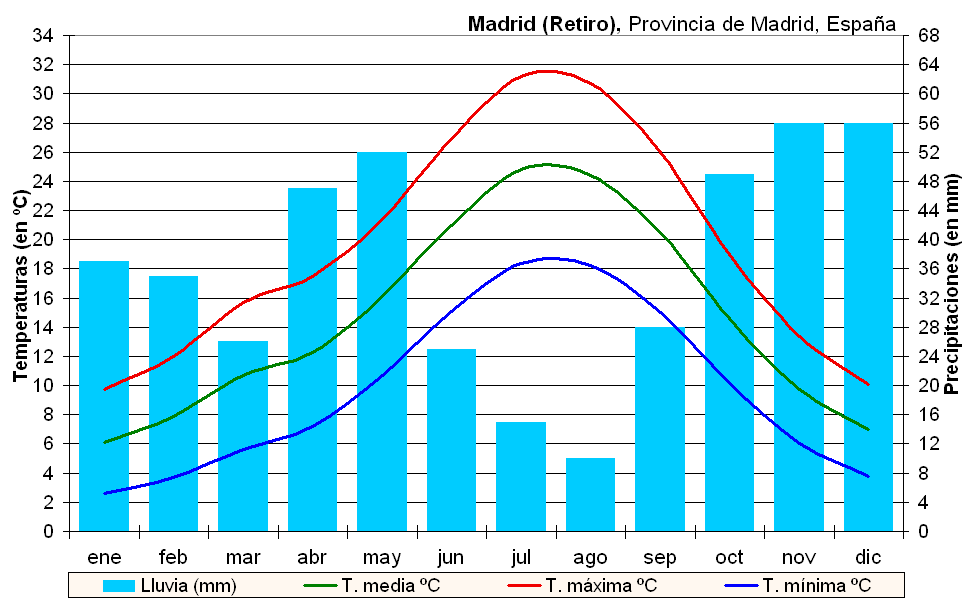
Climograma de Madrid (Retiro)

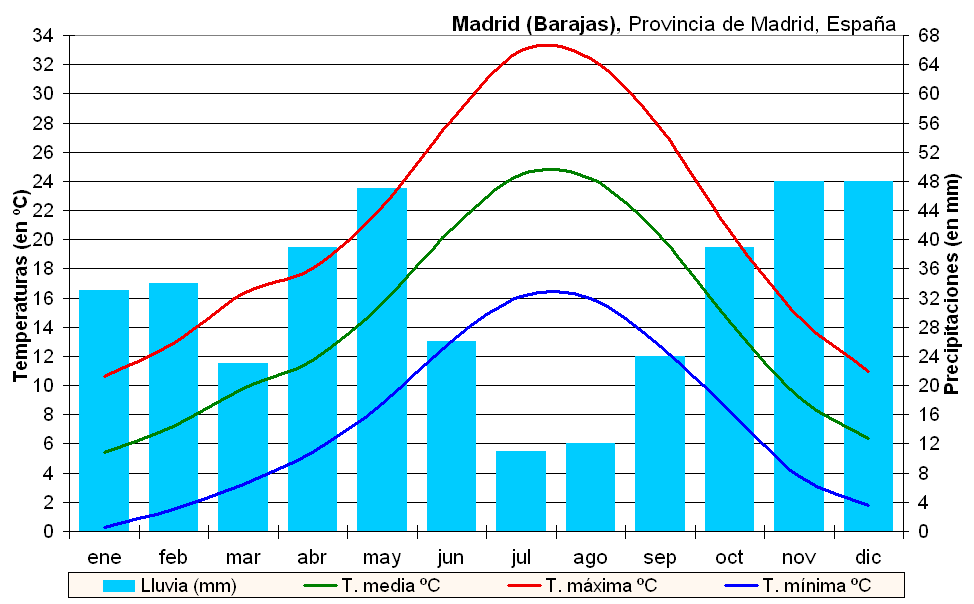
Climograma de Madrid (Barajas)

El clima de Madrid es un Clima mediterráneo continentalizado y está muy influido por las condiciones urbanas. De acuerdo con los criterios de la clasificación climática de Köppen modificada el clima de Madrid se clasifica como un clima mediterráneo de tipo Csa (templado con verano seco y caluroso). La temperatura media (periodo de referencia: 1981-2010) se sitúa alrededor de los 14,5 y 15 °C.
Los inviernos son fríos, con temperaturas medias en el mes más frío (enero) de alrededor de los 6 °C, heladas frecuentes y nevadas poco frecuentes (entre 2 y 5 días de nieve al año, dependiendo de la zona). En este mes las temperaturas máximas medias apenas superan los 10 °C, y las mínimas se sitúan entre 0 y 3 °C. Por el contrario, los veranos son calurosos. Los meses más cálidos son julio y agosto, siendo julio ligeramente más cálido. En este mes, las medias superan los 25 °C, con temperaturas máximas medias de entre 32 y 33,5 °C y temperaturas mínimas medias de alrededor de los 17 a 19 °C. La amplitud térmica diaria es importante en la periferia urbana (llegando a superar los 13 °C), pero se ve reducida en el centro de la ciudad por el efecto antrópico (bajando incluso de los 10 °C). La amplitud térmica anual es alta (entre 19 y 20 grados, cifra propia de la Meseta Sur) como consecuencia de la gran distancia al mar y la altitud (en torno a los 650 metros).
Las precipitaciones anuales se sitúan alrededor de los 400 mm, con un mínimo marcado en verano (especialmente en julio y agosto). El máximo de precipitación se da en otoño (de octubre a diciembre) y en menor medida en los meses primaverales de abril y mayo. Destaca también la ausencia en general de grandes cantidades de precipitación en pequeños periodos de tiempo como ocurre en otras zonas de la costa peninsular mediterránea, siendo así excepcional que caigan más de 50 mm de precipitación en un día. Así, menos de una vez al año caen más de 30 mm en un día. La humedad media a lo largo del año se sitúa alrededor del 57%, con una gran oscilación entre las épocas frías, mucho más húmedas, y las cálidas, que resultan muy secas. La velocidad media del viento a lo largo del año se sitúa entre 7 y 10 km/h.
A continuación se muestran tres tablas con los valores climatológicos en el periodo de referencia comprendido entre los años 1981 y 2010 en los tres observatorios de la aemet situados en el municipio de Madrid: el observatorio del Retiro situado a 667 m s. n. m., el observatorio del Aeropuerto de Madrid-Barajas a 609 m s. n. m. y el observatorio del Aeropuerto de Madrid-Cuatro Vientos a 690 m s. n. m. Nótese que los valores extremos están tomados también en el periodo 1981-2010.
| Parámetros climáticos promedio de Observatorio del Parque del Retiro de Madrid (667 m s. n. m.) (Periodo de referencia: 1981-2010) | Parámetros climáticos promedio de Observatorio del Parque del Retiro de Madrid (667 m s. n. m.) (Periodo de referencia: 1981-2010) | Parámetros climáticos promedio de Observatorio del Parque del Retiro de Madrid (667 m s. n. m.) (Periodo de referencia: 1981-2010) | Parámetros climáticos promedio de Observatorio del Parque del Retiro de Madrid (667 m s. n. m.) (Periodo de referencia: 1981-2010) | Parámetros climáticos promedio de Observatorio del Parque del Retiro de Madrid (667 m s. n. m.) (Periodo de referencia: 1981-2010) | Parámetros climáticos promedio de Observatorio del Parque del Retiro de Madrid (667 m s. n. m.) (Periodo de referencia: 1981-2010) | Parámetros climáticos promedio de Observatorio del Parque del Retiro de Madrid (667 m s. n. m.) (Periodo de referencia: 1981-2010) | Parámetros climáticos promedio de Observatorio del Parque del Retiro de Madrid (667 m s. n. m.) (Periodo de referencia: 1981-2010) | Parámetros climáticos promedio de Observatorio del Parque del Retiro de Madrid (667 m s. n. m.) (Periodo de referencia: 1981-2010) | Parámetros climáticos promedio de Observatorio del Parque del Retiro de Madrid (667 m s. n. m.) (Periodo de referencia: 1981-2010) | Parámetros climáticos promedio de Observatorio del Parque del Retiro de Madrid (667 m s. n. m.) (Periodo de referencia: 1981-2010) | Parámetros climáticos promedio de Observatorio del Parque del Retiro de Madrid (667 m s. n. m.) (Periodo de referencia: 1981-2010) | Parámetros climáticos promedio de Observatorio del Parque del Retiro de Madrid (667 m s. n. m.) (Periodo de referencia: 1981-2010) | Parámetros climáticos promedio de Observatorio del Parque del Retiro de Madrid (667 m s. n. m.) (Periodo de referencia: 1981-2010) |
| Mes | Ene. | Feb. | Mar. | Abr. | May. | Jun. | Jul. | Ago. | Sep. | Oct. | Nov. | Dic. | Anual |
| --- | --- | --- | --- | --- | --- | --- | --- | --- | --- | --- | --- | --- | --- |
| Temp. máx. abs. (°C) | 19.9 | 21.0 | 26.0 | 29.6 | 33.4 | 38.4 | 39.5 | 40.0 | 37.0 | 28.7 | 22.7 | 17.7 | 40.0 |
| Temp. máx. media (°C) | 9.8 | 12.0 | 16.3 | 18.2 | 22.2 | 28.2 | 32.1 | 31.3 | 26.4 | 19.4 | 13.5 | 10.0 | 19.9 |
| Temp. media (°C) | 6.3 | 7.9 | 11.2 | 12.9 | 16.7 | 22.2 | 25.6 | 25.1 | 20.9 | 15.1 | 9.9 | 6.9 | 15.1 |
| Temp. mín. media (°C) | 2.7 | 3.7 | 6.2 | 7.7 | 11.3 | 16.1 | 19.0 | 18.8 | 15.4 | 10.7 | 6.3 | 3.6 | 10.1 |
| Temp. mín. abs. (°C) | -7.4 | -6.5 | -5.1 | -1.6 | 1.9 | 4.4 | 10.2 | 11.1 | 6.2 | 1.2 | -3 | -5.5 | -7.4 |
| Precipitación total (mm) | 32.8 | 34.5 | 25.0 | 45.3 | 50.5 | 20.9 | 11.7 | 9.6 | 22.4 | 59.5 | 57.7 | 51.1 | 420.9 |
| Días de precipitaciones (≥ 1 mm)                                                                                                   | 5.7 | 5.2 | 4.1 | 6.7 | 7.3 | 3.4 | 1.7 | 1.7 | 3.3 | 6.9 | 6.5 | 6.8 | 59.4 |
| Días de nevadas (≥ ) | 1.0 | 1.3 | 0.2 | 0.3 | 0.0 | 0.0 | 0.0 | 0.0 | 0.0 | 0.0 | 0.1 | 0.6 | 3.6 |
| Humedad relativa (%) | 71 | 65 | 55 | 56 | 53 | 44 | 38 | 41 | 50 | 64 | 71 | 74 | 57 |
| Fuente: Agencia Estatal de Meteorología                                                                                            | | | | | | | | | | | | | |

| Parámetros climáticos promedio de Observatorio de Aeropuerto de Madrid-Barajas (609 m s. n. m.) (Periodo de referencia: 1981-2010) | Parámetros climáticos promedio de Observatorio de Aeropuerto de Madrid-Barajas (609 m s. n. m.) (Periodo de referencia: 1981-2010) | Parámetros climáticos promedio de Observatorio de Aeropuerto de Madrid-Barajas (609 m s. n. m.) (Periodo de referencia: 1981-2010) | Parámetros climáticos promedio de Observatorio de Aeropuerto de Madrid-Barajas (609 m s. n. m.) (Periodo de referencia: 1981-2010) | Parámetros climáticos promedio de Observatorio de Aeropuerto de Madrid-Barajas (609 m s. n. m.) (Periodo de referencia: 1981-2010) | Parámetros climáticos promedio de Observatorio de Aeropuerto de Madrid-Barajas (609 m s. n. m.) (Periodo de referencia: 1981-2010) | Parámetros climáticos promedio de Observatorio de Aeropuerto de Madrid-Barajas (609 m s. n. m.) (Periodo de referencia: 1981-2010) | Parámetros climáticos promedio de Observatorio de Aeropuerto de Madrid-Barajas (609 m s. n. m.) (Periodo de referencia: 1981-2010) | Parámetros climáticos promedio de Observatorio de Aeropuerto de Madrid-Barajas (609 m s. n. m.) (Periodo de referencia: 1981-2010) | Parámetros climáticos promedio de Observatorio de Aeropuerto de Madrid-Barajas (609 m s. n. m.) (Periodo de referencia: 1981-2010) | Parámetros climáticos promedio de Observatorio de Aeropuerto de Madrid-Barajas (609 m s. n. m.) (Periodo de referencia: 1981-2010) | Parámetros climáticos promedio de Observatorio de Aeropuerto de Madrid-Barajas (609 m s. n. m.) (Periodo de referencia: 1981-2010) | Parámetros climáticos promedio de Observatorio de Aeropuerto de Madrid-Barajas (609 m s. n. m.) (Periodo de referencia: 1981-2010) | Parámetros climáticos promedio de Observatorio de Aeropuerto de Madrid-Barajas (609 m s. n. m.) (Periodo de referencia: 1981-2010) |
| Mes | Ene. | Feb. | Mar. | Abr. | May. | Jun. | Jul. | Ago. | Sep. | Oct. | Nov. | Dic. | Anual |
| --- | --- | --- | --- | --- | --- | --- | --- | --- | --- | --- | --- | --- | --- |
| Temp. máx. abs. (°C) | 20.9 | 22.6 | 26.4 | 31.1 | 36.4 | 39.8 | 42.2 | 41.2 | 40.2 | 31.5 | 24.7 | 20.0 | 42.2 |
| Temp. máx. media (°C) | 10.7 | 13.0 | 17.0 | 18.7 | 23.1 | 29.5 | 33.5 | 32.8 | 27.9 | 21.0 | 14.8 | 10.9 | 21.1 |
| Temp. media (°C) | 5.5 | 7.1 | 10.2 | 12.2 | 16.2 | 21.7 | 25.2 | 24.7 | 20.5 | 14.8 | 9.4 | 6.2 | 14.5 |
| Temp. mín. media (°C) | 0.2 | 1.2 | 3.5 | 5.7 | 9.3 | 13.9 | 16.8 | 16.5 | 13.1 | 8.7 | 4.1 | 1.4 | 7.9 |
| Temp. mín. abs. (°C) | -10.4 | -10.0 | -6.6 | -3.2 | -0.5 | 5.0 | 7.0 | 8.2 | 4.0 | -1.0 | -7.4 | -10.5 | -10.5 |
| Precipitación total (mm) | 28.7 | 31.9 | 21.5 | 37.7 | 43.9 | 21.7 | 8.8 | 9.5 | 24.1 | 51.3 | 49.3 | 42.3 | 370.8 |
| Días de precipitaciones (≥ 1 mm)                                                                                                   | 5.2 | 4.7 | 3.5 | 6.4 | 6.8 | 3.6 | 1.5 | 1.5 | 2.9 | 6.6 | 6.2 | 6.3 | 55.1 |
| Días de nevadas (≥ ) | 0.7 | 0.9 | 0.3 | 0.1 | 0.0 | 0.0 | 0.0 | 0.0 | 0.0 | 0.0 | 0.0 | 0.6 | 2.6 |
| Horas de sol | 144.1 | 168.1 | 224.0 | 225.7 | 258.0 | 310.2 | 354.4 | 329.1 | 257.8 | 198.7 | 151.1 | 127.7 | 2748.9 |
| Humedad relativa (%) | 74 | 67 | 58 | 56 | 52 | 42 | 35 | 37 | 48 | 63 | 72 | 76 | 57 |
| Fuente: Agencia Estatal de Meteorología                                                                                            | | | | | | | | | | | | | |

| Parámetros climáticos promedio de Observatorio de Aeropuerto de Madrid-Cuatro Vientos (690 m s. n. m.) (Periodo de referencia: 1981-2010) | Parámetros climáticos promedio de Observatorio de Aeropuerto de Madrid-Cuatro Vientos (690 m s. n. m.) (Periodo de referencia: 1981-2010) | Parámetros climáticos promedio de Observatorio de Aeropuerto de Madrid-Cuatro Vientos (690 m s. n. m.) (Periodo de referencia: 1981-2010) | Parámetros climáticos promedio de Observatorio de Aeropuerto de Madrid-Cuatro Vientos (690 m s. n. m.) (Periodo de referencia: 1981-2010) | Parámetros climáticos promedio de Observatorio de Aeropuerto de Madrid-Cuatro Vientos (690 m s. n. m.) (Periodo de referencia: 1981-2010) | Parámetros climáticos promedio de Observatorio de Aeropuerto de Madrid-Cuatro Vientos (690 m s. n. m.) (Periodo de referencia: 1981-2010) | Parámetros climáticos promedio de Observatorio de Aeropuerto de Madrid-Cuatro Vientos (690 m s. n. m.) (Periodo de referencia: 1981-2010) | Parámetros climáticos promedio de Observatorio de Aeropuerto de Madrid-Cuatro Vientos (690 m s. n. m.) (Periodo de referencia: 1981-2010) | Parámetros climáticos promedio de Observatorio de Aeropuerto de Madrid-Cuatro Vientos (690 m s. n. m.) (Periodo de referencia: 1981-2010) | Parámetros climáticos promedio de Observatorio de Aeropuerto de Madrid-Cuatro Vientos (690 m s. n. m.) (Periodo de referencia: 1981-2010) | Parámetros climáticos promedio de Observatorio de Aeropuerto de Madrid-Cuatro Vientos (690 m s. n. m.) (Periodo de referencia: 1981-2010) | Parámetros climáticos promedio de Observatorio de Aeropuerto de Madrid-Cuatro Vientos (690 m s. n. m.) (Periodo de referencia: 1981-2010) | Parámetros climáticos promedio de Observatorio de Aeropuerto de Madrid-Cuatro Vientos (690 m s. n. m.) (Periodo de referencia: 1981-2010) | Parámetros climáticos promedio de Observatorio de Aeropuerto de Madrid-Cuatro Vientos (690 m s. n. m.) (Periodo de referencia: 1981-2010) |
| Mes | Ene. | Feb. | Mar. | Abr. | May. | Jun. | Jul. | Ago. | Sep. | Oct. | Nov. | Dic. | Anual |
| --- | --- | --- | --- | --- | --- | --- | --- | --- | --- | --- | --- | --- | --- |
| Temp. máx. abs. (°C) | 20.6 | 22.4 | 26.8 | 30.4 | 35.6 | 39.6 | 40.6 | 40.6 | 38.6 | 30.7 | 24.0 | 19.6 | 40.6 |
| Temp. máx. media (°C) | 10.4 | 12.5 | 16.5 | 18.3 | 22.6 | 28.9 | 32.8 | 32.2 | 27.3 | 20.4 | 14.3 | 10.7 | 20.6 |
| Temp. media (°C) | 6.0 | 7.6 | 10.8 | 12.6 | 16.5 | 22.2 | 25.6 | 25.1 | 21.0 | 15.2 | 9.8 | 6.7 | 14.9 |
| Temp. mín. media (°C) | 1.6 | 2.7 | 5.1 | 6.8 | 10.4 | 15.4 | 18.3 | 18.1 | 14.6 | 9.9 | 5.4 | 2.7 | 9.3 |
| Temp. mín. abs. (°C) | -8.0 | -7.4 | -5.6 | -4.0 | -1.2 | 3.6 | 5.8 | 9.2 | 4.6 | 1.2 | -4.0 | -7.5 | -8.0 |
| Precipitación total (mm) | 33.9 | 34.7 | 25.1 | 43.3 | 49.5 | 24.5 | 11.8 | 11.3 | 24.0 | 59.7 | 56.7 | 52.9 | 427.5 |
| Días de precipitaciones (≥ 1 mm) | 5.6 | 5.3 | 4.2 | 6.7 | 7.2 | 3.2 | 1.6 | 1.4 | 3.2 | 6.9 | 6.7 | 6.8 | 58.8 |
| Días de nevadas (≥ ) | 1.3 | 1.4 | 0.4 | 0.3 | 0.0 | 0.0 | 0.0 | 0.0 | 0.0 | 0.0 | 0.1 | 0.9 | 4.5 |
| Horas de sol | 158.0 | 173.0 | 220.8 | 237.6 | 279.8 | 315.6 | 363.5 | 335.4 | 250.2 | 202.7 | 160.7 | 135.0 | 2837.9 |
| Humedad relativa (%) | 75 | 67 | 57 | 56 | 53 | 43 | 36 | 39 | 49 | 65 | 73 | 77 | 58 |
| Fuente: Agencia Estatal de Meteorología                                                                                                   | | | | | | | | | | | | | |

A continuación se muestran algunos valores extremos registrados en las tres estaciones meteorológicas de la AEMET del municipio de Madrid considerados a partir de entre el año 1920 y 1961 dependiendo de la estación y de la variable climatológica. La temperatura máxima absoluta es de 42,2 °C, registrada el 24 de julio de 1995 en el observatorio del aeropuerto de Madrid-Barajas, y la temperatura mínima absoluta de –15,2 °C registrada el 16 de enero de 1945 en el observatorio del aeropuerto de Madrid-Barajas. El récord de precipitación máxima en un día es de 87 mm el 21 de septiembre de 1972 en el observatorio del Retiro, y la máxima racha de viento de 147 km/h registrada el 7 de julio de 2017 en el observatorio del Aeropuerto de Madrid-Barajas.